# Бистрица (Слатина)
Бистрица је насељено место у саставу града Слатине у Вировитичко-подравској жупанији, Република Хрватска.

## Историја
До територијалне реорганизације у Хрватској налазила се у саставу старе општине Подравска Слатина.

## Становништво
На попису становништва 2011. године, Бистрица је имала 165 становника.

## Попис1991.
На попису становништва 1991. године, насељено место Бистрица је имало 232 становника, следећег националног састава:
| Попис 1991.‍  | Попис 1991.‍  | Попис 1991.‍ | Попис 1991.‍ | Попис 1991.‍ |
| ------------ | ------------ | ----------- | ----------- | ----------- |
|              |              |             |             |             |
| Хрвати       | Хрвати       |             | 130         | 56,03%      |
| Срби         | Срби         |             | 89          | 38,36%      |
| Југословени  | Југословени  |             | 10          | 4,31%       |
| Мађари       | Мађари       |             | 1           | 0,43%       |
| неопредељени | неопредељени |             | 2           | 0,86%       |
| укупно: 232  |              |             |             |             |